# Bad Robot Productions
Bad Robot Productions is het productiebedrijf van J.J. Abrams. Het productiebedrijf werkt hoofdzakelijk samen met Paramount Pictures. Bad Robot was in het begin deel van Touchstone Pictures, maar is bij het vertrek van J.J. Abrams overgegaan naar Paramount. Bad Robot is wel blijven samenwerken met Touchstone pictures bij de productie van Lost. 
Bad Robot Productions is eigendom van J.J. Abrams en Bryan Burk is de uitvoerende vicepresident van het bedrijf. 

## Filmproducties (selectie)
- Joy Ride (2001)
- Mission: Impossible III (2006)
- Cloverfield (2008)
- Star Trek (2009)
- Morning Glory (2010)
- Super 8 (2011)
- Mission: Impossible – Ghost Protocol (2011)
- Star Trek: Into Darkness (2013)
- Infinitely Polar Bear (2014)
- Mission: Impossible – Rogue Nation (2015)
- Star Wars: The Force Awakens (2015)
- Star Trek: Beyond (2016)
- 10 Cloverfield Lane (2016)
- Mission: Impossible – Fallout (2018)

## Televisieproducties
- Alias (2001-2006)
- Lost (2004-2010)
- The Catch (2005)
- What about Brian (2006-2007)
- Six Degrees (2006-2007)
- Fringe (2008-2013)
- Undercovers (2010-2011)
- Person of Interest (2011-2016)
- Alcatraz (2012)
- Revolution (2012-2014)
- Almost Human (2014)
- Believe (2014)
- Roadies (2016)
- Westworld (2016)
- 11.22.63 (2016)